# 키스 에머슨
키스 노엘 에머슨(영어: Keith Noel Emerson, 1944년 11월 2일 ~ 2016년 3월 10일)은 잉글랜드의 키보디스트이다. 1970년 King Crimson에서 활약하던 Greg Lake (Vocal, Bass, Guitar), Atomic Rooster에서 활동중인 Carl Palmer (Drums)와 ELP를 결성하였다. 클래식과 재즈에 기반한 프로그레시브 록을 선보이며 기존과는 다른 웅장하면서 서사적인 음악을 선보였다. 무대에서는 건반을 칼로 꽂고 오르간을 거꾸로 하여 연주하는 등 기발한 퍼포먼스가 화제가 되었다. 신시사이저를 록에 가장 먼저 도입한 것으로도 알려져 있다.

## 생애
흔치 않게 밴드는 헤비록 리프와 클래식 음악의 영향을 뒤섞었고 ´전람회의 그림´ ´트라이올로지´ ´브레인 샐러드 서저리´ 등의 앨범을 연이어 내놓았는데 대부분 에머슨이 직접 프로듀싱했다. 1971년작 ´타커스´는 반은 탱크이며 반은 아마르딜로(철갑을 두른 것 같은 포유류 동물)인 가공의 캐릭터 타커스가 무대에 등장해 20분 이상 즉흥 연주를 들려주는, 앞서가는 퍼포먼스를 보여줬다.
1977년에는 애런 코폴랜드의 ´보통사람을 위한 팡파레´의 록버전으로 인기 차트에 진입시키기도 했다. ELP의 광선 쇼와 즉흥 공연 전략은 1970년대 록음악의 전범이 됐으며 여러 펑크록 밴드들이 ELP를 본받고 싶은 밴드로 밝히곤 했다. 그러나 4800만장 이상 레코드가 팔려나간 뒤 1970년대 말부터 급격히 영향력이 줄어들었다.

## 사망
3월 10일 밤, 미국 캘리포니아 주의 샌타모니카 자택에서 사망하였다고 페이스북의 ELP 공식 페이지에서 발표되었다.
드러머 칼 파머는 소셜 미디어로 추모 글을 발표하였다. "키스는 온화한 사람이었다. 그의 음악에 대한 사랑과 키보드 연주자로서의 연주에 대한 정열에 필적하는 사람은 앞으로도 수년 동안 나타나지 않을 것이다. 선구자이면서 혁신자이자 음악가로서 그의 천재적인 재능은 록과 클래식, 재즈 세계에 있는 모든 사람을 매료했다"라고 말하였다. 게다가 "그와 만나 함께 음악을 만들 수 있어 나는 매우 운이 좋았다. 편히 잠들라, 키스"라고 추모하였다.

## 음반 목록

### 솔로
- Honky (1981）
- The Christmas Album （1988）
- Changing State （1995）
- Emerson Plays Emerson （2002）
- Hammer It Out: The Anthology （2005）
- Keith Emerson Band featuring Marc Bonilla （2008）

### 사운드 트랙
- Inferno (1981)
- Nighthawks (1981)
- Murder Rock (1984)
- Best Revenge (1985)
- Genma Taisen/China Free Fall (1987)
- La Chiesa (1989)
- Iron Man Vol.1 (1994)
- Godzilla: Final Wars (2004)